# Sungri-Straße
Die Sungri-Straße (deutsch: „Siegesstraße“) ist eine Hauptverkehrsstraße in der nordkoreanischen Hauptstadt Pjöngjang. Sie verläuft parallel des Taedong-gang im Stadtbezirk Chung-guyŏk. Mit ihrer zentralen Lage am Kim-Il-sung-Platz, vorbei an mehreren repräsentativen Regierungsgebäuden, ist sie regelmäßig Schauplatz staatlicher Militärparaden und Fackelmärsche.

## Verlauf

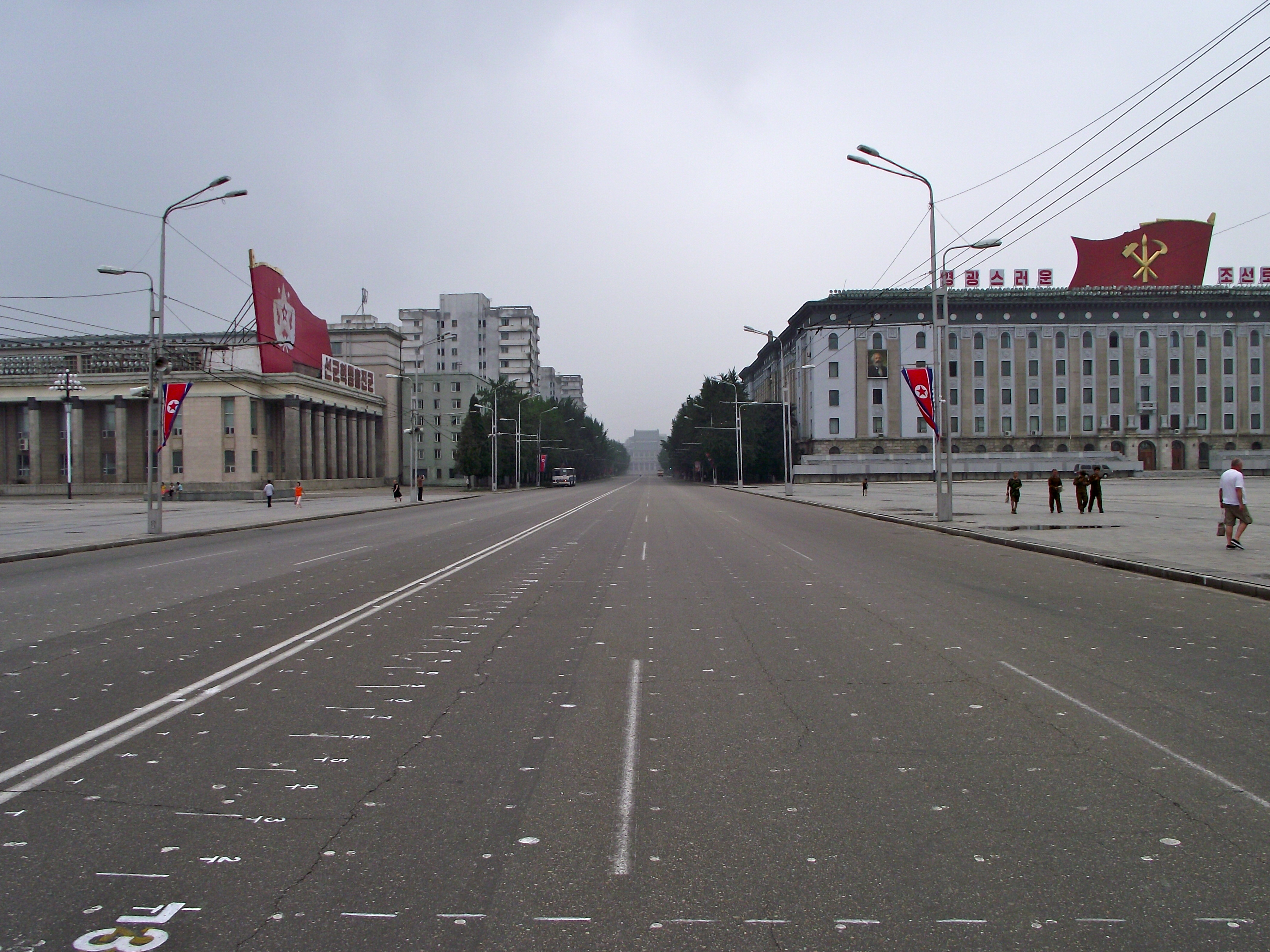
Verlauf über den Kim-Il-sung-Platz mit dem Außenhandelsministerium (rechts) und der Koreanischen Kunstgalerie (links)

Die in beide Richtungen mehrspurige Straße führt von der Yongwang-Straße über den Kim-Il-sung-Platz. Hinter dem Platz verläuft sie am Fuße des Jangdae-Hügels vorbei und geht an der 2012 fertiggestellten Wohnsiedlung an der Kreuzung zur Mansudae-Straße in die Changjon-Straße über.
In ihrem Verlauf Richtung Norden trennt sie die Ortsteile Oesong-dong, Chugsong-dong und Jongro-dong im Westen von den Ortsteilen Otan-dong, Kyongrim-dong und Taedongmun-dog im Osten.

## Anliegende Bauwerke und Einrichtungen

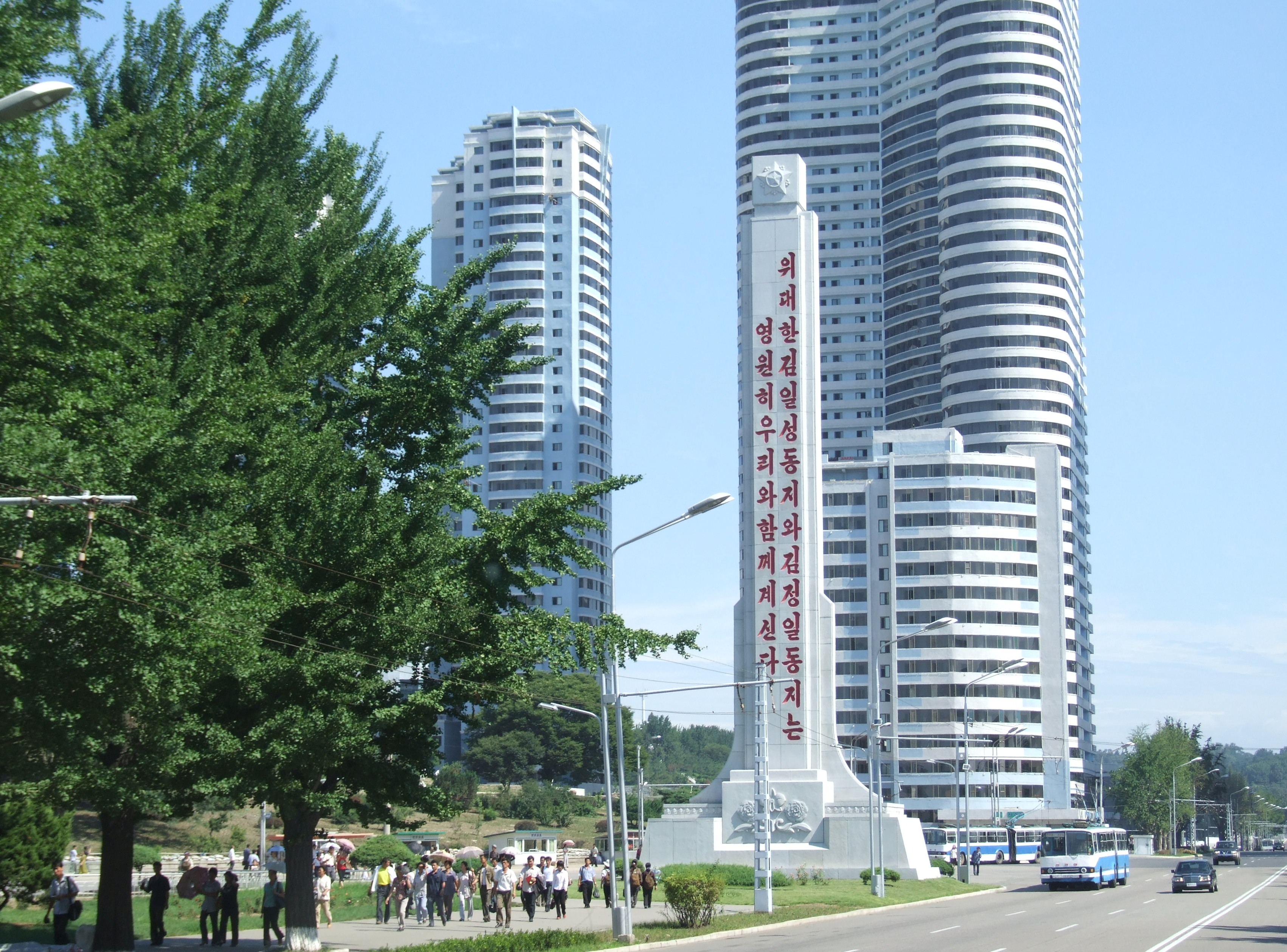
Der Unsterblichkeitsturm mit der 2012 errichteten Wohnanlage im Hintergrund

Um den Kim-Il-sung-Platz führt die Straße an mehreren repräsentativen Staats- und Regierungsgebäuden sowie bedeutenden öffentlichen und kulturellen Einrichtungen vorbei. Auf Höhe des Jangdae-Hügels mit dem Pjöngjanger Schülerpalast befindet sich ein Turm der Unsterblichkeit am westlichen Straßenrand.

### Großtheater Pjöngjang
Das Pjöngjanger Großtheater befindet sich am südlichen Ende der Straße bei der Kreuzung zur Yongwang-Straße. Es wurde 1960 in einer traditionell koreanischen Bauweise errichtet und 2009 einer Sanierung unterzogen. Es bietet auf einer Gesamtgeschossfläche von 30.000 Quadratmetern Platz für insgesamt 2.200 Zuschauer. Die Bühne ist für den gleichzeitigen Auftritt von 700 Darstellern konzipiert.

### Außenhandelsministerium
Das Außenhandelsministerium befindet sich westlich der Sungri-Straße. Es wurde 1955 errichtet, besitzt fünf Etagen und prägt den Platz durch seine neoklassizistische Bauart.

### Koreanische Kunstgalerie

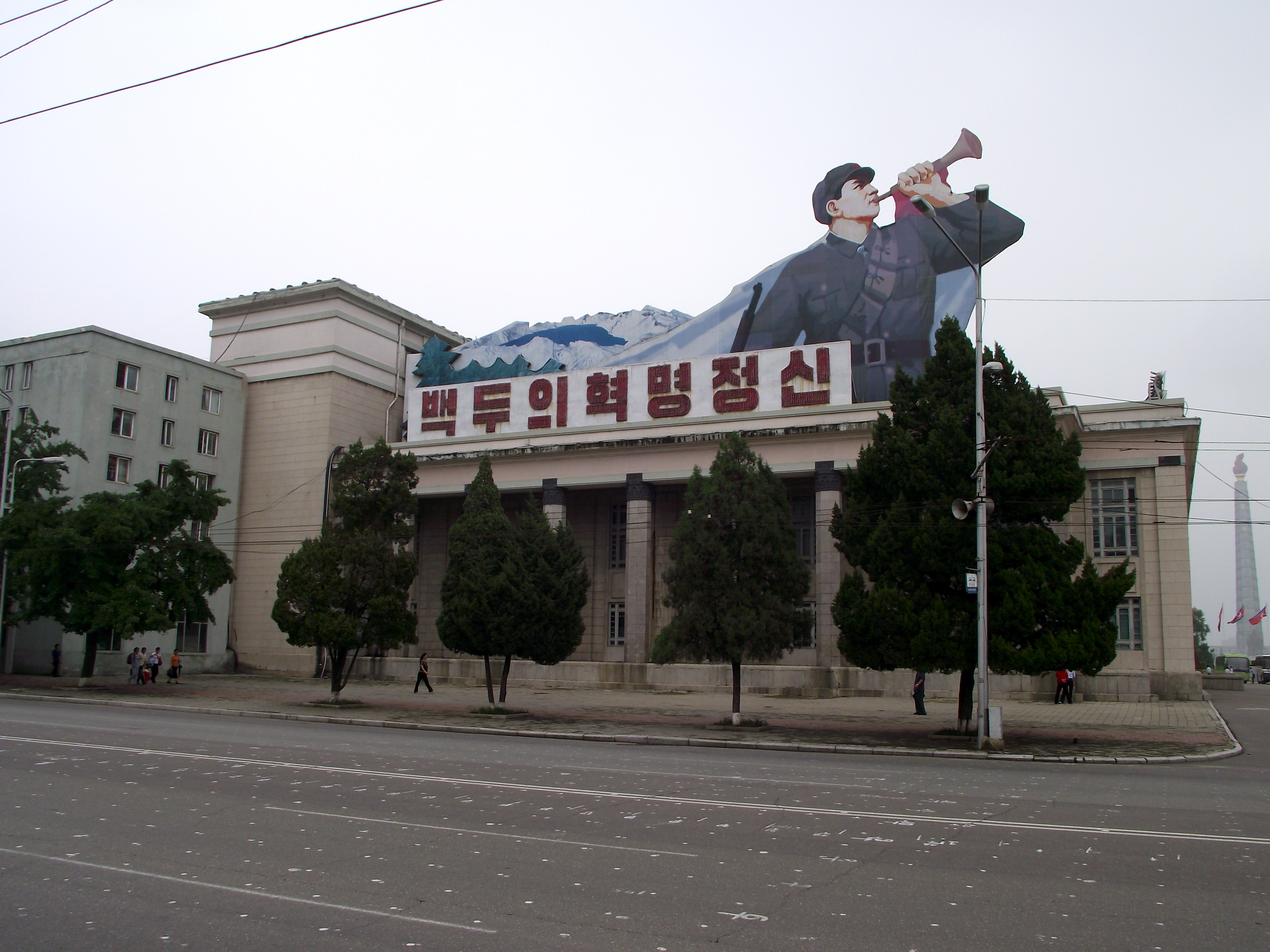
Koreanische Kunstgalerie

Die 1960 erbaute Koreanische Kunstgalerie befindet sich östlich der Straße und steht dem Außenhandelsministerium gegenüber. Dabei handelt es sich ebenfalls um einen neoklassizistischen Bau. In dem Museum ist sowohl moderne als auch antike koreanische Kunst ausgestellt.

### Zentrale der Partei der Arbeit Koreas
Die Zentrale der Partei der Arbeit Koreas stellt, gemeinsam mit dem Außenhandelsministerium, einen der beiden repräsentativen Staatsbauten am Kim-Il-sung-Platz dar und befindet sich ebenfalls westlich an der Sungri-Straße. Sie reiht sich ein in den neoklassizistischen Baustil der Gesamtanlage um den Platz.

### Historisches Museum
In dem flachen, neoklassizistischen Monumentalbau befindet sich seit 1977 eines der bedeutendsten Museen Pjöngjangs. Das Gebäude wurde 1960 errichtet und liegt östlich der Straße. Darin behandelt wird die Geschichte Koreas von der Steinzeit bis zur japanischen Kolonialzeit.

### Kaufhaus Nr. 1

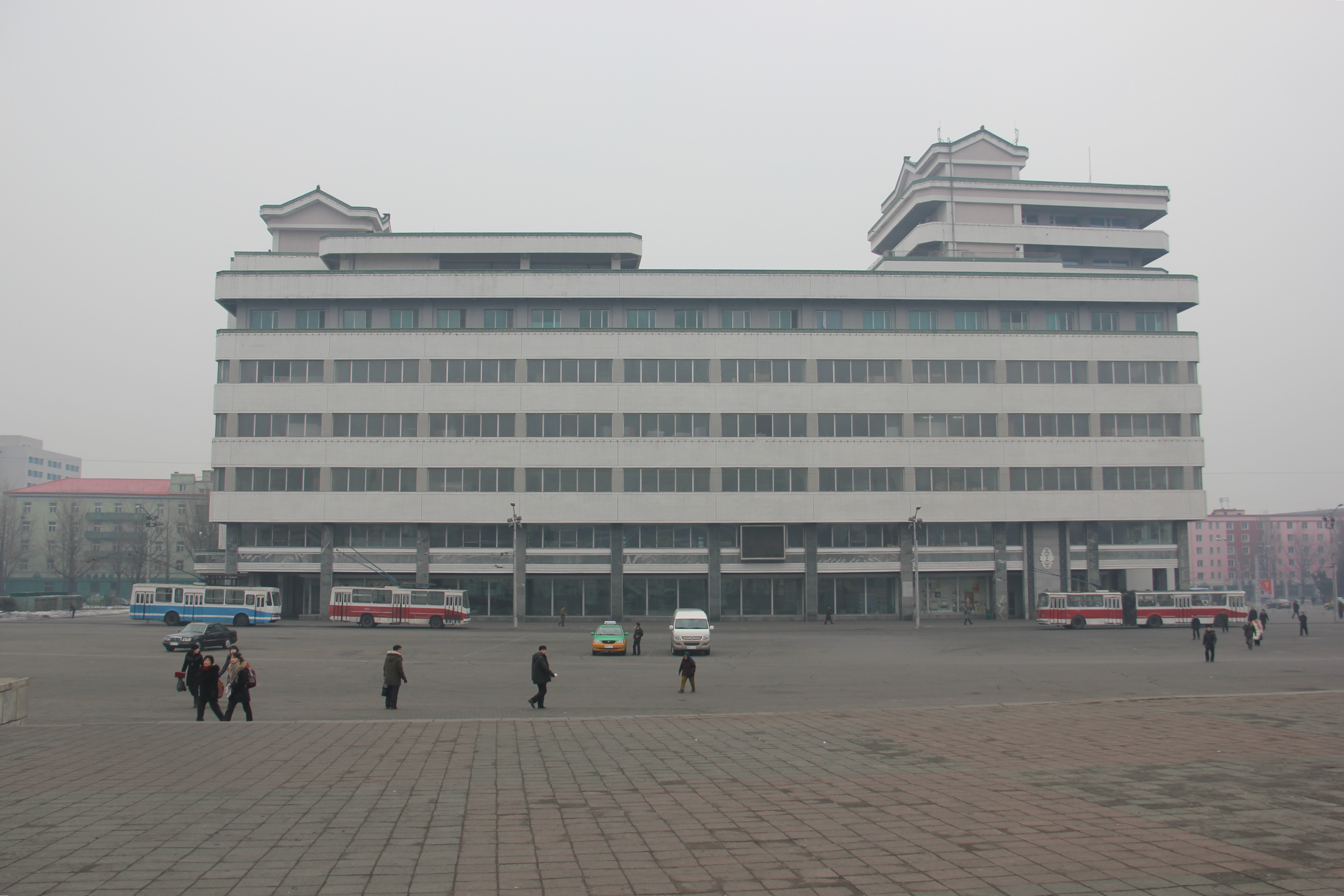
Kaufhaus Nr. 1

Mit dem 1982 erbauten Kaufhaus Nr. 1 befindet sich das größte Warenhaus Nordkoreas in der Sungri-Straße. Es erstreckt sich über neun Etagen und eine Gesamtgeschossfläche von 40.000 Quadratmetern. Es befindet sich im Dong Jongro-dong.

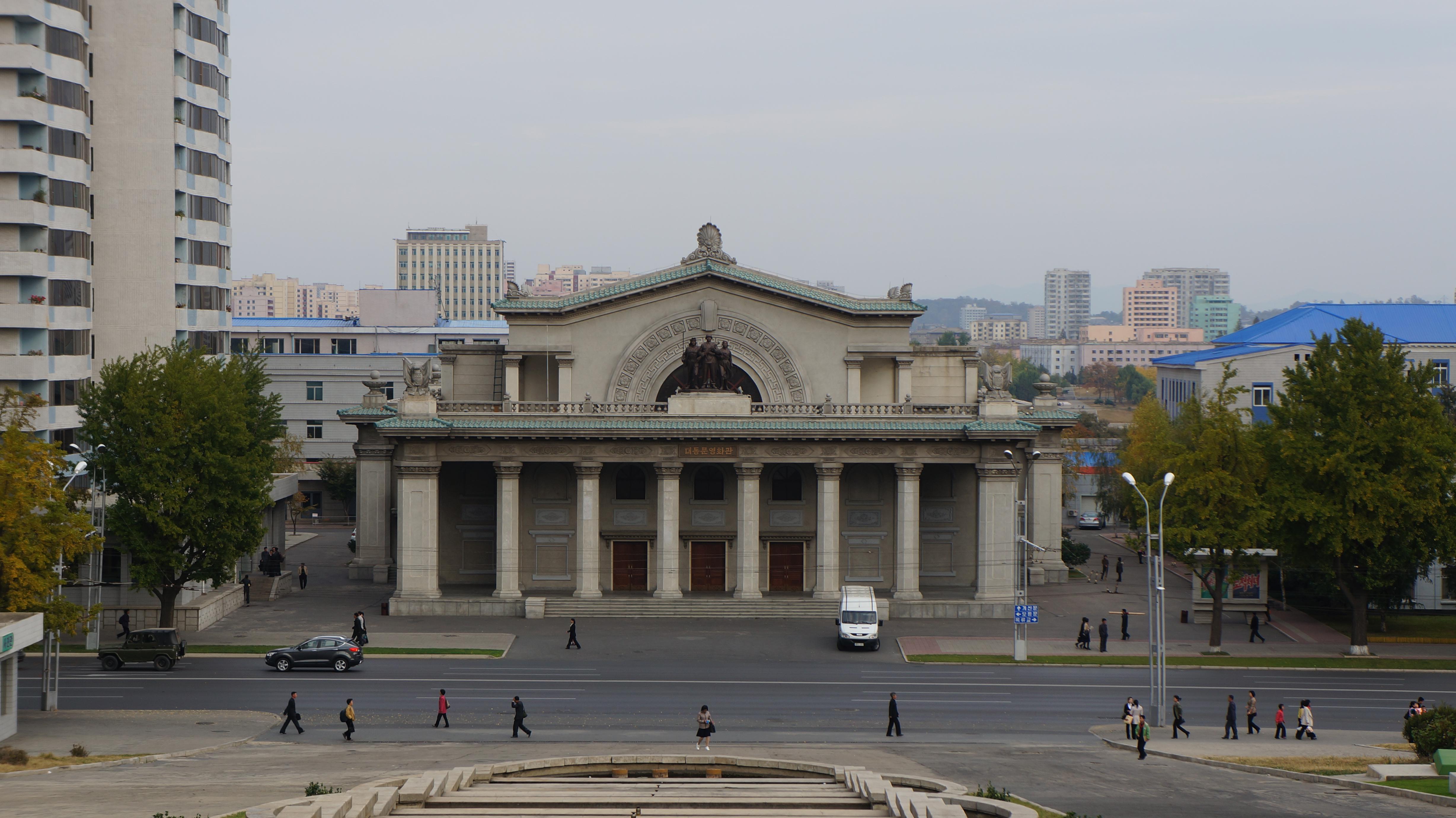
Taedongmun-Kino

### Taedongmun-Kino
Das Taedongmun-Kino wurde 1955 erbaut und im Jahr 2008 grundlegend saniert. Das Gebäude wurde als neoklassizistischer Monumentalbau errichtet, über dessen Portal sich eine Statue in Form einer Skulpturengruppe, bestehend aus einem Arbeiter, einem Soldat und einer Bäuerin, befindet. Das Kino besitzt zwei Säle mit jeweils 500 Zuschauerplätzen.

### Metrostation Tongil
Die Metrostation Tongil der Metro Pjöngjang befindet sich am Moranbong Park.